# HMS Exeter (D89)
El HMS Exeter (D89) es un destructor del segundo lote del Tipo 42 perteneciente a la Marina Real británica. Se trata del quinto barco en la historia de la Royal Navy en ser bautizado con ese nombre, en honor a la ciudad británica del Condado de Devon. El buque fue botado el 19 de septiembre de 1980.
El HMS Exeter ha participado en varios conflictos bélicos por todo el mundo como la guerra de las Malvinas o la guerra del Golfo de 1991. En 1982 aparentemente fue dañado el 1 de mayo por aviones de la Fuerza Aérea Argentina. El almirante John Woodward declaró en su bitácora que: «Estamos ya en el límite de nuestras posibilidades, con sólo tres naves sin mayores defectos (el Hermes, el Yarmouth y el Exeter)», lo que daría a entender que efectivamente el buque sufrió algún ataque.
El 30 de mayo derribó dos cazabombarderos A-4C Skyhawk que se aproximaban al HMS invencible, además de derribar el Learjet T-24 
de la fuerza aérea argentina el 8 de junio.

## Construcción
El Exeter fue iniciado el 22 de julio de 1976 en Swan Hunter en Wallsend (en el río Tyne). Fue botado el 25 de abril de 1978 y finalmente entregado el 1 de julio de 1980.